# Théo Sulpice
 (janvier 2024).
Pour les articles homonymes, voir Sulpice.
Théophile Tanaapupa Sulpice, né en 1964 à Taioahe sur l’île de Nuku Hiva dans l’archipel des Marquises, plus connu sous le nom de Théo Sulpice, est un auteur compositeur interprète et chef de troupe de danse polynésienne. Il est depuis la fin des années 1980 le principal ambassadeur de la culture polynésienne à l'international.

## Biographie
Théo Sulpice quitte l'école à quatorze ans et travaille dans une boulangerie avant d'être est recruté comme danseur par la troupe de Paulette Vienot, le ballet Tahiti Nui, avec lequel il part pour une première tournée de six mois en Amérique du sud, suivie de plusieurs années sur les scènes des cinq continents. En 1985 il s'installe à Paris où il fonde le ballet Tamure Tahiti, qui commence à se produire au cabaret l'éléphant bleu, où Maria Candido le pousse à prendre des cours de solfège auprès de Rudy Hirigoyen.
À partir de 1989 le ballet Tamure Tahiti s'agrandit jusqu'à atteindre un effectif de quarante danseurs, et tourne de plus en plus autour du monde. En 1992 la troupe est renommée Show Tahiti Nui.
Son tube Tamahine se vend à 580 000 albums en 1996. Théo Sulpice devient habitué des plateaux de télévisions, souvent invité chez Jacques Martin et Michel Drucker. Les vahinés et le rêve polynésien s'exportent partout dans le monde. Il fonde alors préside le SPAC (Syndicat polynésien des Auteurs Compositeurs), pour aider les artistes polynésiens souvent exploités à faire valoir leurs droits.
En 2015 l’invitation de Ban Ki Moon, secrétaire général de l’ONU, sa troupe Show Tahiti Nui se produit à l’Organisation des Nations unies à New York à l’occasion des 70 ans de l’organisation. Les Polynésiens présentent leur spectacle devant un parterre de 150 chefs d'états.
En 2016 la troupe est renommée Tahiti aux Marquises. En 2023 Théo et sa troupe fêtent leurs 36 années de carrière à Paris  au théâtre Saint-Germain. En 36 ans, Théo Sulpice qui renouvelle sa troupe chaque année, aura fait tourner dans le monde plus de 1900 artistes polynésiens.